# Boreomysis plebeja
Boreomysis plebeja är en kräftdjursart som beskrevs av Hansen 1910. Boreomysis plebeja ingår i släktet Boreomysis och familjen Mysidae. Inga underarter finns listade i Catalogue of Life.